# جین (بازیکن فوتبال)
جین (به پرتغالی: Jean Raphael Vanderlei Moreira) هافبک اهل برزیل است که در شهر کامپوگرانده و در تاریخ ۲۴ ژوئن ۱۹۸۶ به دنیا آمده‌است.
جین در تیم‌های فوتبال سائوپائولو سابقهٔ حضور دارد.